# Williams FW23
El Williams FW23 fue el monoplaza con el cual el equipo Williams compitió en la temporada 2001. Fue pilotado por Ralf Schumacher, el cual era su tercer año en el equipo, y por Juan Pablo Montoya, anteriormente ganador de la Fórmula 3000, de la CART y de las 500 Millas de Indianápolis, quien hacía su debut este año.

## Historia
El 2001 fue el segundo año que Williams utilizaba el motor BMW, cuyo buen rendimiento del año anterior se vio reflejado en una mayor velocidad y mejores resultados este año, incluyendo la primera victoria desde el año 1997 en el Gran Premio de San Marino de 2001. El poderío del motor, el gran diseño del chasis, y los neumáticos Michelín hacían que se tendiera a trabajar extraordinariamente bien en condiciones cálidas y en circuitos con poca carga aerodinámica (como lo eran Hockenheim y Monza), y el esfuerzo de estos dos rápidos pilotos resultó en un total de 4 victorias y el resurgimiento del equipo a lo más alto del deporte; por detrás, eso sí, de Ferrari y McLaren.
Sin embargo, Williams no era capaz de realizar el asalto al título por varios motivos: El motor BMW era menos fiable que sus rivales, lo que se vio reflejado en más de un 50% de abandonos. El chasis no era tan competitivo en las pistas con alta carga aerodinámica como el circuito de Mónaco y Hungaroring. En tercer lugar, ambos pilotos cometieron varios fallos, sobre todo Montoya a la hora de adaptarse a la Fórmula 1.

No obstante, el equipo terminó en un claro tercer lugar en el campeonato mundial de constructores con 80 puntos.

## Resultados

### Fórmula 1
(Clave) (negrita indica pole position) (cursiva indica vuelta rápida)

| Año     | Motor            | Neu. | N.º | Pilotos            | 1   | 2   | 3   | 4   | 5   | 6   | 7   | 8   | 9   | 10  | 11  | 12  | 13  | 14  | 15  | 16  | 17  | Puntos | Pos. |
| ------- | ---------------- | ---- | --- | ------------------ | --- | --- | --- | --- | --- | --- | --- | --- | --- | --- | --- | --- | --- | --- | --- | --- | --- | ------ | ---- |
| 2001    | BMW P80 2998 V10 | M    |     |                    | AUS | MYS | BRA | SMR | ESP | AUT | MON | CAN | EUR | FRA | GBR | GER | HUN | BEL | ITA | USA | JPN | 80     | 3.º  |
| 2001    | BMW P80 2998 V10 | M    | 5   | Ralf Schumacher    | Ret | 5   | Ret | 1   | Ret | Ret | Ret | 1   | 4   | 2   | Ret | 1   | 4   | 7   | 3   | Ret | 6   | 80     | 3.º  |
| 2001    | BMW P80 2998 V10 | M    | 6   | Juan Pablo Montoya | Ret | Ret | Ret | Ret | 2   | Ret | Ret | Ret | 2   | Ret | 4   | Ret | 8   | Ret | 1   | Ret | 2   | 80     | 3.º  |
| Fuente: |                  |      |     |                    |     |     |     |     |     |     |     |     |     |     |     |     |     |     |     |     |     |        |      |